# کلیبرن (تگزاس)
کلیبرن، تگزاس(به انگلیسی: Cleburne, Texas) شهری در ایالت تگزاس از ایالات جنوبی ایالات متحده آمریکا است. در سرشماری سال ۲۰۰۰، جمعیت این شهر ۲۹۰۵۰ نفر اعلام شد.